# 玛丽·西科罗娃
玛丽·西科罗娃（捷克語：Marie Sýkorová，1952年11月18日—2018年3月），捷克前女子曲棍球运动员。她曾代表捷克斯洛伐克国家队参加1980年夏季奥林匹克运动会曲棍球比赛，获得一枚银牌。